# Boală autoimună
Boala autoimună este caracterizată printr-o agresare a organismului de către propriul său sistem imunitar.
Concret, în urma expunerii la un factor declanșator, neidentificat încă, sistemul imunitar începe să producă anticorpi care, în loc să lupte cu infecția, atacă țesuturile organismului. Cu toate că nu se cunoaște cauza exactă care declanșează o boală autoimună, există o serie de factori care cresc predispoziția pentru acest tip de afecțiune.
Mai multe studii arată că există o legătură între proteinele străine provenite din alimentele de origine animală, care ajung în circulația sanguină, și bolile autoimune. Proteinele din alimente, de obicei cele de origine animală, pătrund în circulația sanguină ca urmare a existenței unei modificări la nivelul membranei intestinale, care produce o creștere a permeabilității la acest nivel. Organismul fabrică anticorpi împotriva proteinelor străine, dar aceștia atacă și proteinele proprii organismului cu structură asemănătoare din articulații, rinichi, piele, pancreas, neuroni, rezultând boli autoimune caracterizate prin distrugerea acestor țesuturi (artrită reumatoidă, lupus eritematos, sindrom nefrotic, psoriazis, diabet zaharat tip 1, scleroză multiplă).
Deși simptomele sunt ușor de observat, acestea sunt, în același timp, comune pentru mai multe tipuri de afecțiuni, ceea ce face ca bolile autoimune să fie mai dificil de diagnosticat. De aceea, pentru a se putea pune un diagnostic de boală autoimună trebuie să se realizeze teste ce presupun identificarea anticorpilor produși de organism.
Unul din principalele teste pentru depistarea bolilor autoimune constă în analizele de sânge care pot arăta un sindrom inflamator important (proteină C reactivă, VSH, fibrinogen crescute) și pot evidenția prezența de autoanticorpi. Principalii autoanticorpi întâlniți în bolile autoimune (markeri autoimuni) sunt următorii:
- ANA (anticorpi anti-nucleari) sau FAN (factor anti-nuclear) - test de screening pentru afecțiunile reumatismale; este sensibil dar nespecific pentru lupusul eritematos sistemic
- FR (factor reumatoid) - sensibil dar nespecific pentru poliartrită reumatoidă
- anticorpi anti-CCP (anti-peptid ciclic citrulinat) - poliartrită reumatoidă
- anticorpi anti-ADNds, anti-Sm - specifici pentru lupus eritematos sistemic (LES); anticorpii anti-histone sunt caracteristici pentru lupusul indus medicamentos
- anticorpi anti-RNP - caracteristici pentru boala mixtă de țesut conjunctiv, pot apărea și în lupus
- anticorpi anti-Ro (SS-A), anti-La (SS-B) - sindrom Sjogren, lupus neonatal
- anticorpi anti-centromer - sindrom CREST
- anticorpi anti-SCL 70 - sclerodermie
- anticorpi anti-Jol - polimiozită, dermatomiozită
- anticorpi anti-transglutaminază tisulară, anti-endomisium, anti-gliadină - boala celiacă
- anticorpi ANCA - c-ANCA în granulomatoza Wegener, p-ANCA în vasculite, colita ulcerativă, sindromul Churg-Strauss, colangita sclerozantă primară
- anticorpi anti-receptor TSH (TRab) - boala Graves
- ATPO (anticorpi anti-tireoperoxidază) - tiroidită autoimună
- anticorpi anti-membrană bazală glomerulară (anti-GBM) - sindrom Goodpasture
- anticoagulant lupic, anticorpi anticardiolipinici, anticorpi anti-β2-glicoproteina - sindrom antifosfolipidic (SAFL)
- anticorpi anti-mitocondriali (AMA) - ciroza biliară primitivă
- anticorpi ASMA (anti-fibră musculară netedă), ANA (anti-nucleari), anti-LKMl (anti -microzomi hepatici și renali), anti-LCl - hepatită autoimună
- anticorpi anti-receptor pentru acetlcolină, anticorpi anti-MuSK - miastenia gravis
- anticorpi anti-celulă parietală gastrică - anemia pernicioasă (anemia Biermer)

Bolile autoimune pot avea 3 rezultate diferite, în funcție de modul în care evoluează. Ele pot determina distrugerea țesuturilor proprii ale organismului, pot cauza creșterea anormală a unui organ sau pot determina modificări importante în modul în care funcționează un anumit organ.
La persoanele care au o boală autoimună, stresul este adesea asociat cu exacerbarea bolii. Acest lucru se datorează, probabil, hormonilor de stres care modifică echilibrul dintre limfocitele Th1 CD4 și limfocitele Th2 CD4, având ca efect o creștere a reactivității limfocitelor Th1.